# Bordères-et-Lamensans
Bordères-et-Lamensans è un comune francese di 363 abitanti situato nel dipartimento delle Landes nella regione della Nuova Aquitania.

## Società

### Evoluzione demografica
Abitanti censiti